# Kinnara nigrocacuminis
Kinnara nigrocacuminis är en insektsart som beskrevs av Frederick Arthur Godfrey Muir 1923. Kinnara nigrocacuminis ingår i släktet Kinnara och familjen Kinnaridae. Inga underarter finns listade i Catalogue of Life.